# Протонска терапија
Протонска терапија  или терапија протонским снопом  врста је инвазивне терапије честицама или терапије зрачењем, у којој се врши прецизно усмеравање протонских зрака на ћелије рака. Зато је ова метода високо прецизна и много мање инвазиван облик лечења рака у односу на друге методе радиотерапије. Протонима као субатомским честицама позитивног набоја у овој врсти терапије могуће је  манипулисати, контролисати их или прекидати њихово дејство зрачења директно на тумор, путевима који су удаљени од спољног туморског зида. Ово је нарочито корисно за оне који су осетљиви на зрачење, оне који су претходно били зрачени или за зрачење непосредно уз подручје које је потребно третирати.
Протонска терапија се показала као сигурнија и ефикаснија од конвенционалне терапије зрачењем, јер може да испоручи високу дозу зрачења у врло специфично подручје, са минималним утицајем на околна ткива.
Радиолог користи високоенергетски сноп протона, уместо високоенергетских рендгенских зрака, да испоручи дозу терапије зрачењем оболелима од рака.
То је тренутно најнапреднија терапија зрачењем, која уништава ћелије рака, уз минимално нанашење штете околном здравом ткиву од традиционалног зрачења. Такође је безболан и мање инвазиван.
Иако је терапија протонским снопом у употреби од 1990. године њена употреба није широко распрострањена због високих трошкова лечења.

## Историја
Све је почело 1946. године када је Роберт Р. Вилсон,  показао интересовање за употребу радиотерапије наелектрисаним честицама првенствено стимулисаним супериорним дистрибуцијама доза – у поређењу са онима које производе технике фотонске терапије. Он је након истраживања започетих у циклотронској лабораторији на Универзитету Харвард), први   предложио употребу енергије протона као ефикасан метод за лечење радиотерапијом.
Први третмани протонском терапијом су спроведени са акцелераторима честица направљеним за физичка истраживања, посебно у лабораторији за зрачење у Берклију 1954. године и у Упсали у Шведској 1957. године. Током наредних пола века, овај програм је ојачао и проширио технику лечећи  9.116 пацијената, пре него што је циклотрон затворен 2002. године, а клинички програм пребачен у центар за североисточну протонску терапију у Општу болницу у Масачусетсу.
Први центар за протонску терапију у западној Европи основан је на Институту Paul Scherrer у Вилигену, Швајцарска, 1984. године. 
Развој болничких циклотрона са сноповима веће енергије који могу да досегну дубоко усађене туморе (до ∼30 cm), величине поља упоредивих са линеарним акцелераторима и ротационим порталима у великој мери су олакшали терапију протонским зрачењем.
Први светски центар за протонску терапију у болници био је нискоенергетски циклотронски центар за туморе ока у Клатербриџ центру за онкологију у Великој Британији, отворен 1989. године  а затим и 1990. године у Медицинском центру Универзитета Лома Линда у Лома Линду, Калифорнија. 
Почетком 2020. постојало је 37 центара за протонску терапију у Сједињеним Америчким Државама, и укупно 89 широм света.
Од 2020. године, следећих пет произвођача производи системе за протонску терапију:  Hitachi, Ion Beam Applications, Mevion Medical Systems, ProTom International иVarian Medical Systems.

## Основне информације

### Протони
У физици, протон (грч. πρώτος [prótos — протос] — „први“) је субатомска честица са позитивним елементарним наелектрисањем од 1,6 × 10−19 кулона и масом од 938 MeV/c2 (1,6726231 × 10−27 kg, што је око 1800 пута већа од масе електрона). Протон се генерално сматра стабилном честицом, са доњом границом полураспада од око 1035 година, и није сигурно да ли уопште може да се распадне. Пошто се не зна да постоји неки физички закон због ког протон не би могао да се распадне, неке данашње теорије предвиђају стабилност, а неке распад протона.
Протони се стварају у циклотрону, односно нуклеарном реактору, у коме се сударају атоми који отпуштајући протоне, а ови потом се протонски зраци користе у терапији тумора и других процеса.

### Протонска терапија
Протонска терапија је револуционарна врста зрачења која може да лечи 80% свих карцинома са мање нежељених ефеката и мање оштећења околних здравих ткива од традиционалног фотонског (рендгенског) зрачења. 
Њена супериорност потиче од њених јединствених физичких особина које резултују експлозијом штетне енергије унутар тумора, након чега протонски сноп престаје да делује, док насупрот протонима рендгенски зраци настављају кроз тело и излазе на другу страну.
Протонска терапија је слична терапији зрачењем, али нуди циљанији приступ. То значи да је ризик од оштећења ткива око тумора мањи него код стандардног зрачења.
Конвенционална терапија зрачењем усмерава фотоне (рендгенске зраке) и електроне на туморе са намером да се искорени неопластично ткиво уз очување суседног нормалног ткива. Оштећења здравог ткива изазвана зрачењем и други малигни тумори су увек забрињавајући, међутим, када се ради о зрачењу  протонским снопом, као једним од облика терапије наелектрисаним честицама, добија се одлична дистрибуцију дозе, јер протонска терапија користи раширени врх Брегове криве који има оштру бочну пенумбру и нема излазну дозу. Ово резултује чврстом усклађеношћу са тумором са минималном дозом за околна нормална ткива. Интегрална доза, која је укупна доза за нормална ткива, је најнижа код протонске терапије. Ове карактеристике чине овај облик радиотерапије одличним избором за лечење тумора који се налазе поред критичних структура као што су кичмена мождина, очи и мозак, као и за педијатријске малигне болести, како би се смањио ризик од другог малигнитета.

### Индикације
Лечење је погодно за карциноме који укључују туморе у близини осетљивих делова тела, као што су мозак и кичмена мождина, јер традиционална терапија зрачењем која не може циљати такве туморе може оштетити околне нерве.
Протонска терапија може бити погодна за лечење низа тумора, укључујући карциноме на:
- мозгу, кичменој мождини
- глави и врату
- носу и очима
- ректуму и анус
- панкреасу
- јетри
- костима
- меким ткивима кичме и карлице,
- плућима
- дојкама
- једњаку

Протонском терапијом се могу лечити и чврсти (солидни) тумори, али се не може да лечи рак који се проширио на друге делове тела.
Међутим, протонска терапија је јако скупа, па су неки истраживачи довели у питање да ли она пружа општу предност у поређењу са другим, јефтинијим терапијама.

## Разлика између стандардне рендгенске и протонске терапије
Стандардна рендгенска и протонска зрачења су радиотерапије „спољним снопом“ која се користе за лечење различитих врста рака. Међутим, њихова својства су врло различита јер резултују различитим нивоима изложености зрачењу. Стандардна радиотерапија рендгенским зрачењем  депонују енергију на свом путу пре него што дођу до тумора и тако испоручују непотребно и потенцијално штетно зрачење здравим ткивима и околним органима. С друге стране, дозе протонске терапије могу се прецизно контролисати како би се примарно депоновала већина енергије унутар тумора.
| Терапија рендгенским зрачењем | Протонска терапија |
| --- | --- |
| - Не садржи масу или електрични набој - Јако продирајући зраци могу испоручити зрачење кроз било који волумен ткива - Зраци депонују већину почетне дозе зрачења (улазна доза) близу пацијентове коже, док комуницирају са здравим ћелијама ближе површини тела, а затим предају преосталу дозу јонизујућег зрачења дубљим оболелим ћелијама - Зраци и даље емитују зрачење док природно пролазе кроз тело (излазна доза) слично као на рендгенском снимању | - Протонска зрак састоји се од тешких, набијених честица - Протони улазе у организам и депонују само малу дозу на путу до циља (готово безначајну) - Апсорбована доза се повећава постепено, с већом дозом и мањом брзином док сноп не досегне Браг-ов врх - тачка у којој се предаје максимална енергија - која је усмерен тачно унутар места тумора - Одмах након овог налета енергије, протонски зрак се потпуно зауставља, тако да свако додатно зрачење престаје |

Како је протонска терапија само врста радиотерапије спољашњим снопом она дели сличне ризике и нежељене ефекте као и други облицитерапије зрачењем. Међутим доза изван региона третмана може бити знатно мања за туморе дубоког ткива од рендгенске терапије, јер протонска терапија у потпуности користи предности Бреговог врха. 
Протонска терапија иако се користи више од 40 година и представља поуздану технологију, она се свим медицинским сазнањима, разумевањим интеракције зрачења са тумором и нормалним ткивом ипак још увек  је несавршена метода, јер су тренутна сазнања о томе како зрачење реагује на тумор и нормално ткиво недовољна због малог броја студија.
Такође један од главних проблема са протонском терапијом је то што је она далеко скупља од конвенционалне терапије зрачењем, јер су трошкови изградња новог протонског постројења од 100 до 150 милиона долара.

## Апликација
Процењено је да је до краја 2019. године ~200.000 пацијената лечено протонском терапијом, лечењем стања која се могу сврстати у две широке категорије:
Локације болести које добро реагују на веће дозе зрачења (ескалацију дозе)
Ескалација дозе је понекад показала већу вероватноћу „излечења“ него конвенционална радиотерапија. Ту спадају, између осталог, увеални меланом (очни тумор), тумор базе лобање и параспинални тумор (хондросарком и хордом) и нересектабилни сарком. У свим овим случајевима протонска терапија даје значајно побољшање у односу на конвенционалну радиотерапију. За рак ока, протонска терапија такође има високу стопу одржавања природног ока.
Прецизност протонске терапије
Третман где повећана прецизност протонске терапије смањује нежељене  ефекте смањењем дозе на нормално ткиво. У овим случајевима доза испоручена тумору је иста као у конвенционалној терапији, тако да се не очекује повећана вероватноћа излечења болести. Уместо тога, нагласак је на смањењу дозе на нормално ткиво, чиме се смањују нежељени ефекти радиотерапије.
Два истакнута примера су педијатријске неоплазме (као што је медулобластом) и рак простате.

### Педијатријски малигнитети
Неповратни дугорочни нежељени ефекти конвенционалне терапије зрачењем код педијатријских карцинома су добро документовани и укључују поремећаје раста, неурокогнитивну токсичност, ототоксичност са накнадним ефектима на учење и развој језика, и дисфункцију бубрега, ендокриног система и гонада. 
Секундарни малигнитет изазван зрачењем је још један веома озбиљан нежељени ефекат који је пријављен. 
Пошто постоји минимална излазна доза када се користи терапија протонским зрачењем, доза на околна нормална ткива може бити значајно ограничена, што смањује акутну токсичност која позитивно утиче на ризик од ових дугорочних нежељених ефеката. 
Карциноми који захтевају краниоспинално зрачење, на пример, имају користи од одсуства излазне дозе  протонском терапијом: елиминише се доза за срце, медијастинум, црева, бешику и друга ткива испред пршљенова, а самим тим и смањењују нежељени ефекти на грудни кош, гастроинтестинални и мокраћни систем.

### Рак ока
Протонска терапија показала се ефикасном за лечење туморе ока јер захтева само релативно ниске енергетске протоне (~70 МеВ). Због примене ниске енергије, неки центри за терапију честицама лече само туморе ока. Протонска, или уопштеније, хадронска терапија ткива близу ока пружа софистициране методе за процену поравнања у оку које могу значајно да варирају од других приступа за верификацији положаја пацијента у терапији честицама вођених сликом. Верификација и корекција положаја пацијента морају осигурати да зрачење поштеди осетљиво ткиво као што је оптички нерв како би се сачувао вид пацијента.
За туморе ока, одабир врсте радиотерапије зависи од локације и обима тумора, радиорезистенције тумора (израчунавање дозе потребне за елиминацију тумора) и потенцијалних токсичних споредних ефеката терапије на оближње критичне структуре. На пример, протонска терапија је опција за ретинобластом и интраокуларни меланом. Предност протонског зрака је у томе што има потенцијал да ефикасно лечи тумор док штеде осетљиве структуре ока. С обзиром на њену ефикасност, протонска терапија је описана као „златни стандард“ третмана очног меланома.
Малигни меланом и карцином сквамозних ћелија захтевају већу дозу зрачења. Ово се може постићи протонском терапијом, која се може обликовати и компензовати за лечење целе коњунктиве, док се доза за остатак ока минимизира. Даје се доза од 32 Gy у шест фракција, након чега следи повећање туморског слоја од 14 Gy у две фракције.
Меланом увее је најчешћи примарни тумор ока који се третира протонском терапијом. Еписклерални радиоактивни плакови и зрачење протонског зрака су алтернативе енуклеацији са намером очувања вида. Ово последње није увек могуће постићи због близине рожњаче, сочива, мрежњаче, фовее или оптичког нерва. Од децембра 2002. године, преко 3.000 пацијената са увеалним меланомом лечено је протонима. Петогодишња стопа  укупног преживљавања након локалне контроле, на узорку од 3.000 пацијената била је 96%, а за све локације на свету 80%. Вероватноћа ретенције ока након 5 година процењена је на 90% за целу групу и 97% за пацијенте са малим, 93% за пацијенте са средњим, односно 78%  за пацијенте са великим туморима, што је респективно.

### Злоћудни менингиом
Менингиом је тумор, који се развија у мембрани која покрива мозак: менинге. Потпуну хируршку ресекција менингиома је тешко постићи на одабраним локацијама као што су сфеноидни гребен, параселарна област и задња јама. Исто тако, терапија зрачењем за ове интракранијалне туморе је компликована због близине критичних неуронских структура, као што су видни путеви или мождано стабло. Зрачење протонским снопом, са својим високим степеном конформалности, атрактиван је модалитет лечења ових злоћудних тумора.
Прем спроведеним истраживањима током трогодишње локалне контроле, преживљавање без напредовања болести и укупно преживљавање били су 91%, 91% и 92%, што је респективно. Ниједан пацијент није умро од рекурентног менингиома. Радиографско праћење (34 месеца) показало је објективан одговор код три пацијента и стабилну болест код 12 пацијената. Кумулативно трогодишње преживљавање без токсичности било је 76%. Није примећена дисфункција хипоталамуса/хипофизе изазвана зрачењем.

### Хепатоцелуларни карцином
Декомпензација јетре након третмана и касније отказивање јетре представљају ризик са радиотерапију хепатоцелуларног карцином, најчешће врсте примарног карцинома јетре. Истраживања показују да протонска терапија даје повољне резултате у вези са локалном контролом тумора, преживљавањем без прогресије и укупним преживљавањем.
Друге студије, које испитују протонску терапију и упоређују је са конвенционалном фотонском терапијом, показала су да протонска терапија даје боље преживљавање и/или мање нежељених ефеката. Стога би протонска терапија могла значајно побољшати клиничке исходе за неке пацијенте са раком јетре.

### Гастроинтестинални рак
Све већи број података показује да протонска терапија има велики потенцијал јер повећава терапијску толеранцију код пацијента са гастроинтестиналним раком. Могућност смањења дозе зрачења на ризичне органе такође може помоћи да се олакша повећање дозе хемотерапије или омогући нове комбинације хемотерапије.
Протонска терапија ће у наредном периоду играти одлучујућу улогу у интензивирању комбинованих модалитетне третмане рака гастроинтестиналног тракта, посебно у области  лечења хепатоцелуларног карцинома, рака панкреаса и рака једњака.

## Протонска терапија са другим терапијама
Протонска терапија може да са комбинује и са традиционалном зрачном терапијом или хемотерапијом. Такође може да се користити као наставак операције.
У 2014. години, тим онколога објавио је у часопису Радиотерапија и онкологија да је протонска терапија „нудила додатни добитак“ за пацијенте са раним стадијумом Хоџкиновог лимфома након третмана који је укључивао радиотерапију лимфних чворова.